# Maciej Dobieszewski

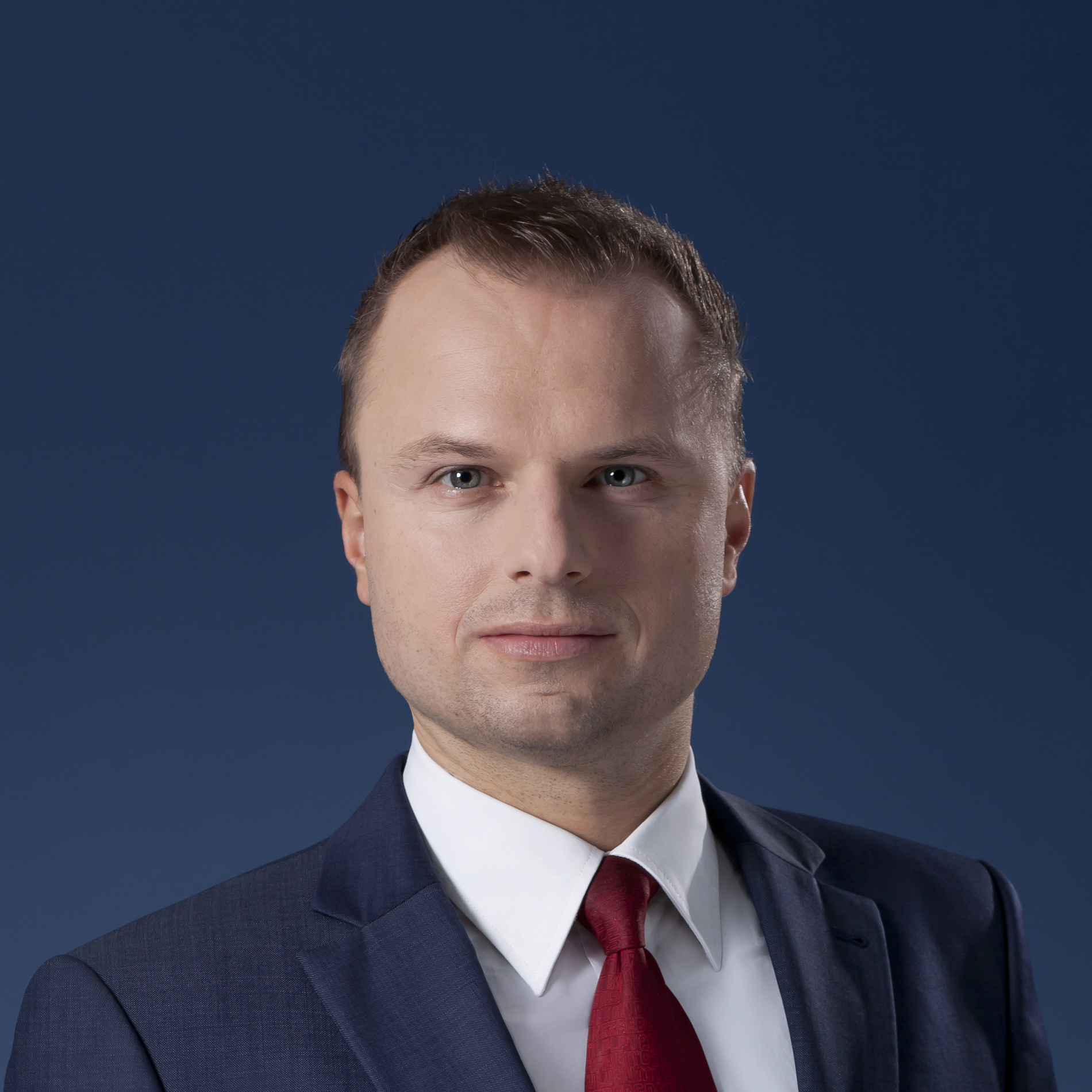
Maciej Dobieszewski

Maciej Dobieszewski (ur. 31 maja 1979) – polski prawnik i urzędnik państwowy. W latach 2016–2019 wiceprezes, a w latach 2018–2019 p.o. prezesa Głównego Urzędu Miar.

## Życiorys
Absolwent Wydziału Prawa i Administracji Uniwersytetu Warszawskiego, radca prawny. Od 2006 jest mianowanym urzędnikiem służby cywilnej. W latach 2007–2016 w Ministerstwie Gospodarki, a następnie w Ministerstwie Rozwoju, kierował wydziałem odpowiedzialnym za metrologię, probiernictwo, system oceny zgodności oraz notyfikację przepisów technicznych. 1 sierpnia 2016 powołany na stanowisko wiceprezesa Głównego Urzędu Miar. Odwołany w 2019. Od 26 września 2018 do 4 sierpnia 2019 pełnił obowiązki prezesa GUM. Od 2014 jest członkiem, a od 2016 pierwszym Zastępcą Przewodniczącego Rady ds. Akredytacji Polskiego Centrum Akredytacji.
Reprezentował Rzeczpospolitą Polską na XXIV (2011), XXV (2014) i – jako przewodniczący polskiej delegacji – na historycznej XXVI (2018) Generalnej Konferencji Miar Konwencji Metrycznej oraz na spotkaniach dyrektorów Narodowych Instytutów Metrologicznych i przedstawicieli państw członkowskich Konwencji Metrycznej, na zebraniach przedstawicieli państw członkowskich EURAMET, a także w komitetach i grupach roboczych Komisji Europejskiej i ONZ właściwych w sprawach metrologii i normalizacji. Od 2016 członek Międzynarodowego Komitetu Metrologii Prawnej (CIML) oraz Komitetu Europejskiej Współpracy w dziedzinie Metrologii Prawnej (WELMEC).